# Heptacarpus yaldwyni
Heptacarpus yaldwyni is een garnalensoort uit de familie van de Hippolytidae. De wetenschappelijke naam van de soort is voor het eerst geldig gepubliceerd in 1984 door Wicksten.